# Наленкома
Наленкома (*д/н–1851) — 9-й фаама (володар) імперії Сегу в 1848—1851 роках.

## Життєпис
Походив з династії Нголосі. Син фаами Монсона Діарри. Після смерті брата Кіранго Ба 1848 року успадкував владу. Але вимушений був до 1849 року боротися з претендентами. Продовжив невдалу війну проти імперії Масина. 1851 року повалений небожем Массою Дембою.